# Дені Аркан
Дені́ Арка́н (фр. Denys Arcand; нар. 25 червня 1941) — канадський кінорежисер і сценарист. Народився 25 червня 1941 у Дешамбо́, Квебек.
Найкращими його фільмами, безперечно, стали «Занепад американської імперії» (фр. Le Déclin de l'empire américain) 1986 року та його продовження — «Навали варварів» (фр. Les Invasions barbares), що вийшов на екрани у 2003 році.
«Занепад американської імперії» отримав Оскар у номінації «найкращий іноземний фільм» (1987) та Приз міжнародної критики на Канському кінофестивалі (1986).
«Навали варварів» отримав Оскар у номінації «найкращий іноземний фільм» (2004) та Приз за найкращий сценарій на Канському кінофестивалі (2003). Актриса Марі́-Жозе́ Кроз (фр. Marie-Josée Croze), що знялася у фільмі, отримала у Каннах Приз за найкращу жіночу роль (2003). У лютому 2004 року уряд Франції присвоїв Дені Арканду звання кавалера Ордену мистецтв і літератури, найвищої культурної нагороди країни. У 2004 році Аркан був також включений до канадської Алеї слави.
Молодший брат Дені Аркана — канадський актор Габрієль Аркан.

## Фільмографія
- 1962 — Один з іншими (фр. Seul ou avec d'autres)
- 1963 — Шамплен (фр. Champlain)
- 1964 — Монреалісти (фр. les Montréalistes)
- 1967 — Волейбол (фр. Volleyball)
- 1967 — ??? (фр. Parcs atlantiques)
- 1967 — Між морем та прісною водою (фр. Entre la mer et l'eau douce) (автор сценарію)
- 1967 — Монреаль, день улітку (фр. Montréal, un jour d'été)
- 1972 — Квебек: Дюплессі і потім (фр. Québec: Duplessis et après...)
- 1972 — ??? (фр. La Maudite Galette)
- 1973 — Режан Падовані (фр. Réjeanne Padovani) (режисер та автор сценарію)
- 1975 — Джина (фр. Gina)
- 1975 — Боротьба співробітників лікарень (фр. La Lutte des travailleurs d'hôpitaux)
- 1980 — На максимумі (фр. On est au coton)
- 1982 — ??? (фр. Le Confort et l'indifférence)
- 1984 — Злочин Овідія Плуфа (фр. Le Crime d'Ovide Plouffe) (режисер та автор сценарію)
- 1986 — Занепад американської імперії (фр. Le Déclin de l'empire américain) (режисер та автор сценарію)
- 1989 — Ісус з Монреалю (фр. Jésus de Montréal) (режисер та автор сценарію)
- 1991 — ??? (фр. Montréal vu par...) (спільно з іншими авторами)
- 1992 — Леоло (фр. Léolo) — радник
- 1993 — ??? (фр. De l'amour et des restes humains)
- 1996 — ??? (фр. Joyeux Calvaire)
- 2000 — ??? (фр. Stardom)
- 2003 — Навали варварів (фр. Les Invasions barbares) (режисер та автор сценарію)
- 2007 — Епоха затьмарення (фр. L'Âge des ténèbres) (режисер та автор сценарію)
- 2014 — Царство краси (фр. Le regne de la beauté) (режисер та автор сценарію)
- 2018 — Падіння американської імперії (фр. La chute de l’empire américain) (режисер та автор сценарію)